# Quick, Draw!
《快速涂鸦!》是由Google開發的一款線上遊戲，玩法是由玩家按所给题目繪出圖形，同时由人工神经网络人工智能來实时猜測圖形所代表的內容，猜中即为成功。人工智能會從每張圖中學習，並增加了未來的猜測能力。
遊戲與“你畫我猜”遊戲類似，玩家得在有限的繪畫時間（20秒）內完成。它猜測的概念可能很簡單，比如“腳”，或者更加複雜一些，比如“動物遷徙”。该是Google創建的許多簡單遊戲之一，這個AI是名為“A.I. Experiments”的計畫的一部分。2018年，谷歌中国基于此游戏开发了微信小程序猜画小歌。

## 外部連結
- 官方网站
- A.I. Experiments（页面存档备份，存于） at With Google（页面存档备份，存于）